# Hukbalahap
Hukbalahap (potocznie Huk, Ludowa Armia Antyjapońska) – filipińska armia wyzwoleńcza aktywna podczas II wojny światowej i po jej zakończeniu. Odnośnie jej członków używa się określenia hukowie. 

## Historia
Utworzona w 1942 armia podporządkowana była Komunistycznej Partii Filipin. Posługując się partyzanckimi metodami walki zwalczała japońskie wojska okupacyjne. Była niezwykle skuteczną formacją.
Partyzanci zdołali wyzwolić większą część wyspy Luzon. Powołali na niej rząd regionalny oraz wprowadzili własny system prawny i podatkowy. Równocześnie przystąpili do rozprawy z najbogatszymi mieszkańcami i konfiskaty ich majątków. Bogatsi Filipińczycy uważani byli przez Huków za kolaborantów. Podczas kampanii filipińskiej (1944–1945) Hukowie współpracowali z United States Army w wyzwalaniu kraju.
Po wyzwoleniu Filipin nowa administracja podchodziła do Huków z dystansem. Konflikt przybrał na sile, gdy Hukbalahap odmówił demobilizacji (partyzanci posiadali pół miliona karabinów). W 1946 członkowie ruchu wystartowali w wyborach parlamentarnych. Kilku z nich wybranych zostało do Kongresu. Jeszcze w tym samym roku zostali oni z niego usunięci na skutek działań rządu. Tym samym Hukowie ponownie zeszli do „podziemia” i wszczęli antyrządową rebelię. W 1950 Hukbalahap przekształcony został w Hukbong, czyli Armię Narodowowyzwoleńczą ale został rozbity w 1954. Niedobitki formacji walczyły jeszcze dwa lata. Dowódcą formacji był Luis Taruc.
Do tradycji Hukbalahapu nawiązuje Nowa Armia Ludowa.